# Xã Hope, Quận Midland, Michigan
Xã Hope (tiếng Anh: Hope Township) là một xã thuộc quận Midland, tiểu bang Michigan, Hoa Kỳ. Năm 2010, dân số của xã này là 1.361 người.